# 선뎬샤
선뎬샤(沈殿霞, 심전하, 영문명 Lydia Shum, 1945년 7월 21일 ~ 2008년 2월 19일)는 중화인민공화국 홍콩 특별행정구의 여성 영화배우, 연극배우, 희극배우, 가수, 영화감독, 텔레비전 연기자, 방송인이다.

## 주요 이력
중화민국 장쑤성 상하이에서 출생하였으며 지난날 한때 일가족과 함께 중화민국 저장 성 닝보에서 잠시 유아기를 보낸 적이 있는 그녀는 4세 시절 일가족과 함께 홍콩으로 이주하였으며 학력은 중학교 중퇴이다. 1960년 영화 《일수도화천타홍(一樹桃花千朵紅)》으로 영화배우로 데뷔하였으며 1970년 가수로 데뷔하였고 1976년 영화 《니계득기(你係得既)》에 조연하였는데 이 영화로 영화감독으로도 데뷔하였다. 1979년부터는 텔레비전 드라마에도 출연하기 시작하였다. 2008년 2월 19일 고혈압으로 사망하였다.